# Pistius gangulyi
Pistius gangulyi är en spindelart som beskrevs av C.C. Basu 1965. Pistius gangulyi ingår i släktet Pistius och familjen krabbspindlar. Inga underarter finns listade i Catalogue of Life.